# Renu Khator
Renu Khator (en hindi: रेणु खाटोर; Farrukhabad, Uttar Pradesh, 29 de junio de 1955) es la octava canciller del Sistema de la Universidad de Houston y la decimotercera presidente de la Universidad de Houston. Ella es la primera presidenta que no nace en territorio de Estados Unidos, y la segunda mujer en obtener la presidencia. Khator es también la primera persona de India en presidir una universidad importante en Estados Unidos.

## Vida profesional
Antes de mudarse a los Estados Unidos, Khator obtuvo una licenciatura de la Universidad Kanpur en 1973.
A partir de 1985,  Khator comienza a trabajar con la Universidad del Sur de la Florida, donde desempeñó varias ocupaciones, culminando en su cargo como vicepresidente sénior de la universidad.
El 15 de octubre de 2007, Khator resultó elegida como la única finalista para la doble vacante como canciller del Sistema de la Universidad de Houston y presidente de la Universidad de Houston. El 5 de noviembre de 2007, fue ratificada su posición en dicha universidad para los dos cargos. Renu Khator asumió oficialmente su cargo el 15 de enero de 2008 y se convirtió en la tercera persona en ocupar una posición dual del Sistema de la Universidad de Houston y presidencia de la Universidad de Houston
El 13 de enero de 2011, Khator fue nombrada para el consejo de administración del banco de la reserva federal de Dallas, para el cumplimiento de un periodo de mandato hasta el 31 de diciembre de 2011.

## Vida personal
Khator nació en Farrukhabad, Uttar Pradesh (India). A través de un matrimonio tradicional concertado, casándose con su marido, Suresh, en 1974. Su marido Suresh es doctorado en ingeniería, es profesor y decano asociado de la Universidad de Ingeniería de Houston. Los Khators tienen dos hijas, Pooja y Parul, que son a la vez oftalmólogas. Como canciller del Sistema de la Universidad de Houston y presidenta de la misma Universidad, le es cedida la residencia Wortham que es proporcionada por la universidad para ella y su familia en el barrio de Houston.